# Hitrole

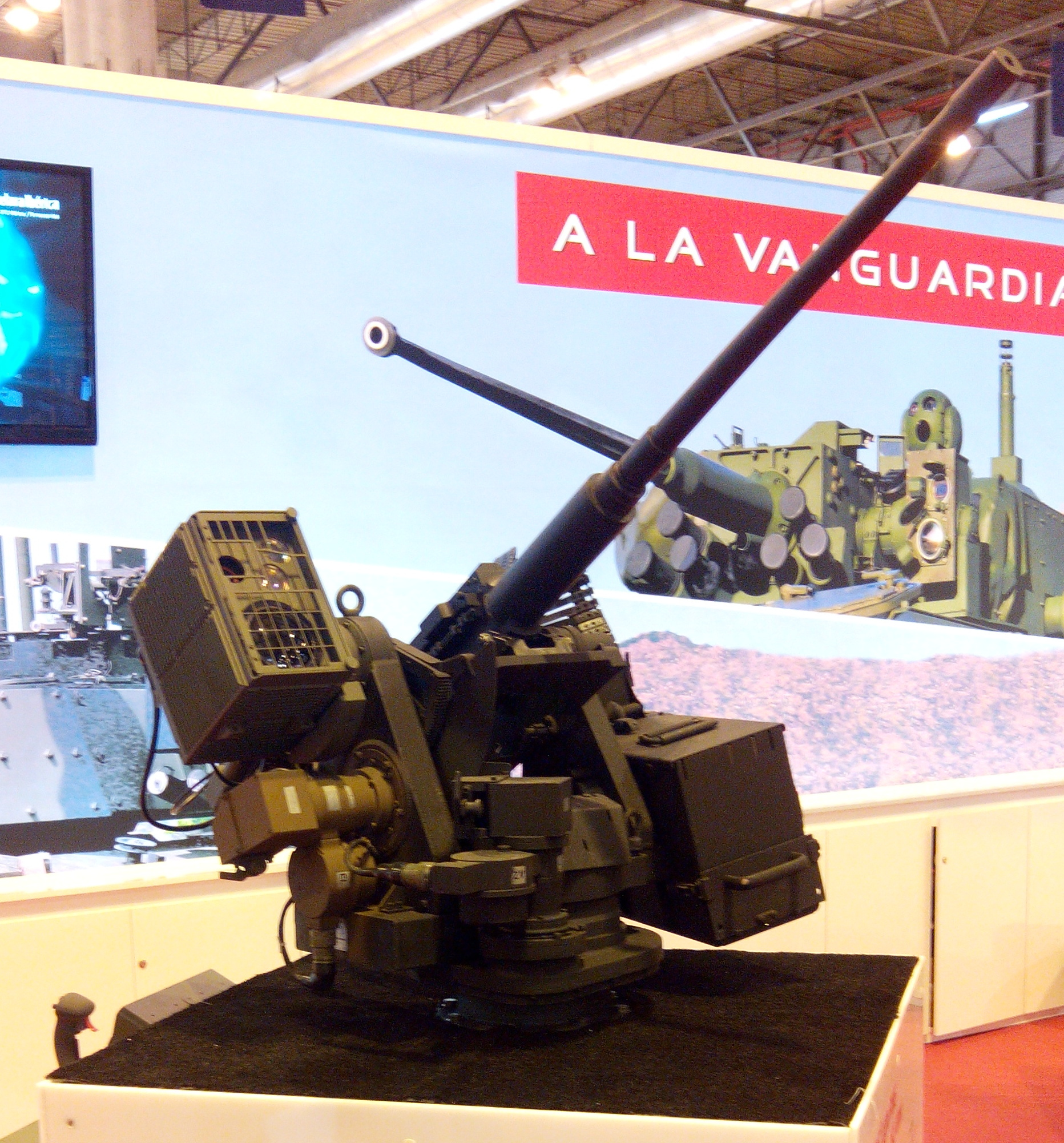

L'Hitrole est une station d'armes téléopérée fabriquée par la société d'armement italienne Oto Melara. La partie "role" du nom est l'abréviation de "Remotely Operated, Light Electrical" (télécommandé, électrique léger).

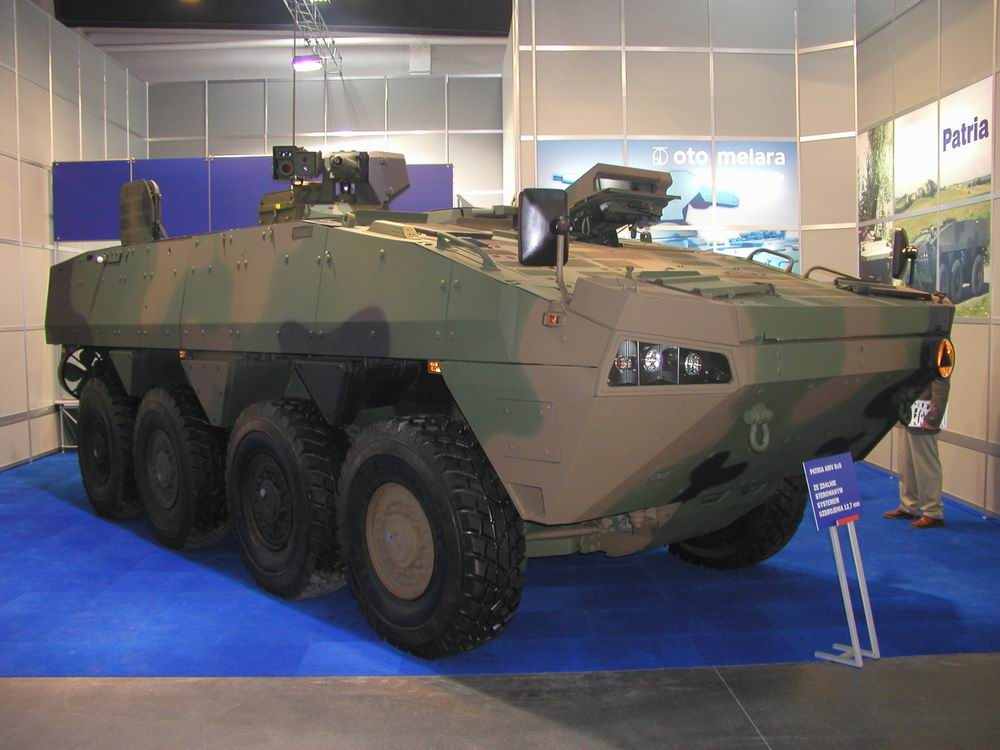
Hitrole 12,7 mm sur un Rosomak 8X8

La tourelle peut être équipée d'une variété d'armes automatiques légères, dont des calibres 5,56 millimètres, des 7,62 millimètres, des mitrailleuses de 12,7 millimètres ou des lance-grenades de 40 millimètres.
L'arme est stabilisée par gyroscope. La tourelle pèse entre 210 et 260 kilogrammes, selon l'arme l'équipant. L'optique à distance du tireur est fournie par une caméra infrarouge et un télémètre laser à une caméra ordinaire.
Le tireur est assisté par un ordinateur de contrôle de tir. L'ordinateur de contrôle de tir peut aider le tireur à suivre les cibles en mouvement.
En 2009, l'armée italienne a commandé 81 tourelles pour équiper ses véhicules Iveco Lince en Afghanistan.
Selon Jane's Navy International, la marine de Singapour a commandé des tourelles Hitrole en août 2013. Au total, 16 tourelles ont été commandées pour les 8 navires de surveillance du littoral de Singapour.

## Versions
- Hitrole-N
- Hitrole-L
- Hitrole-NT (depuis 2008 [3] )
- Hitrole-G (depuis 2012 [4] )
- Hitrole-20 (depuis 2014 [5] )

## Opérateurs

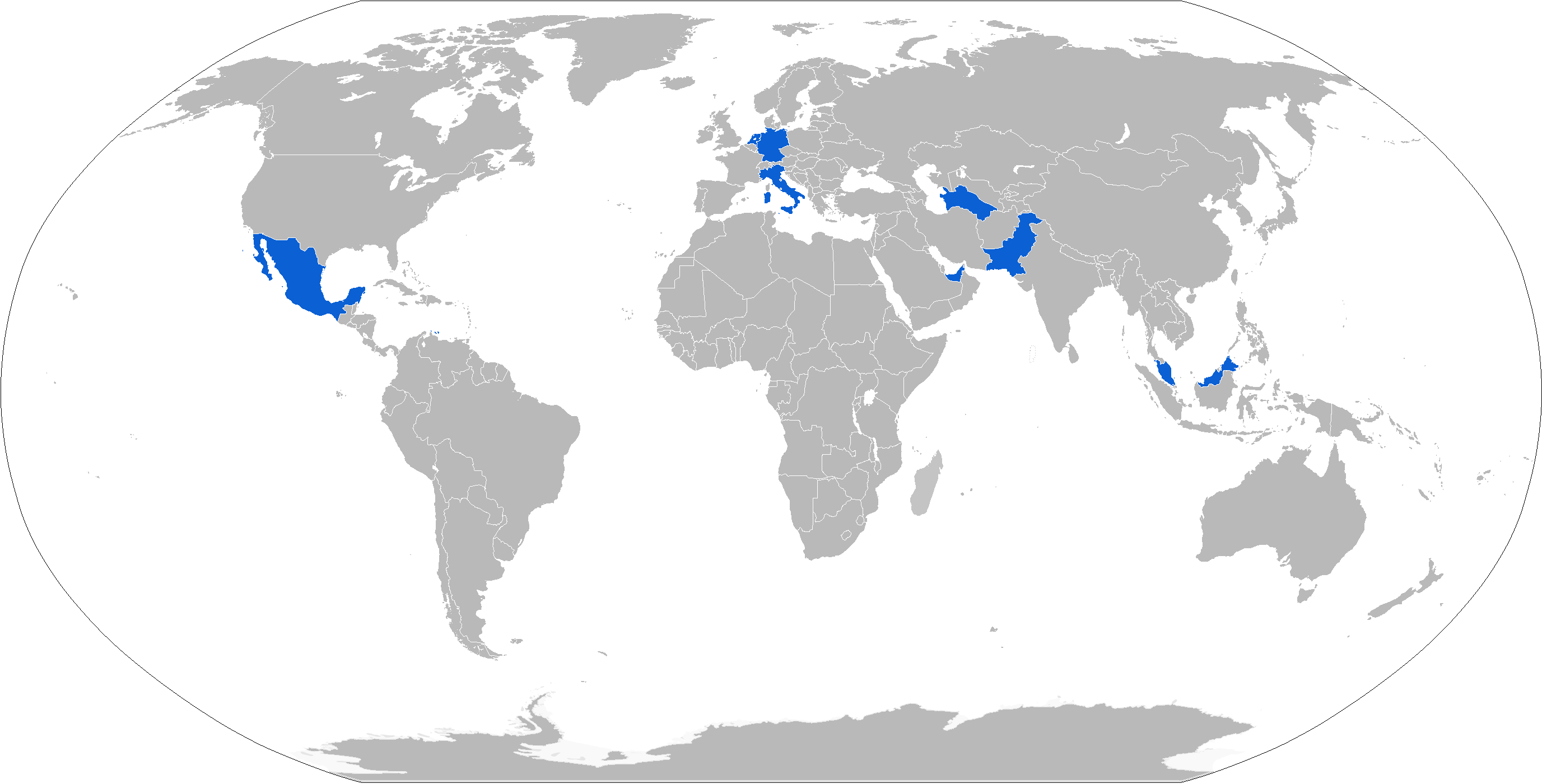
Carte avec les opérateurs Hitrole en bleu

Les plates-formes utilisant l'Oto-Melara Hitrole comprennent:

### Opérateurs actuels
Émirats arabes unis
- Bateaux de patrouille de la Marine des Émirats arabes unis de classe Falaj 2 (en) (4 Hitrole-G)
- Bateaux de patrouille de la Marine des Émirats arabes unis Classe Ghannatha (24 Hitrole-G) [6]

 Allemagne
- Frégates de la Marine allemande de classe F-125 (21 Hitrole-NT)

 Italie
- Bateau de patrouille de la Guardia di Finanza de classe Corrubia (en) (13 Hitrole-N)
- Véhicule blindé de combat Puma (VTT) de l'armée italienne (19 Hitrole)
- Iveco VTLM Lince de l'armée italienne (100 Hitrole-L)
- Iveco VTMM Orso de l'armée italienne (40 Hitrole-L)

 Malaisie
- Bateau de patrouille de la Agence malaisienne d'application des lois maritimes de classe MRTP 16 (18 x Hitrole-N)[7],[8]

 Mexique
- Bateau de patrouille de la Marine mexicaine de classe Oaxaca (en) (8 Hitrole-N)
- (12 Hitrole-N)[9]

 Pays-Bas
- Bateau de patrouille de la Marine royale néerlandaise de classe Holland (2x Hitrole-NT each)
- Navire de soutien HNLMS Karel Doorman de la Marine royale néerlandaise (4x Hitrole-NT)

 Pakistan
- (2 Hitrole-N)

 Singapour
- Bateau de patrouille de la marine singapourienne (16 Hitrole-G) [10]
- Base navale (10 Hitrole-G)

 Turkménistan
- (Hitrole-N)